# Karatsu

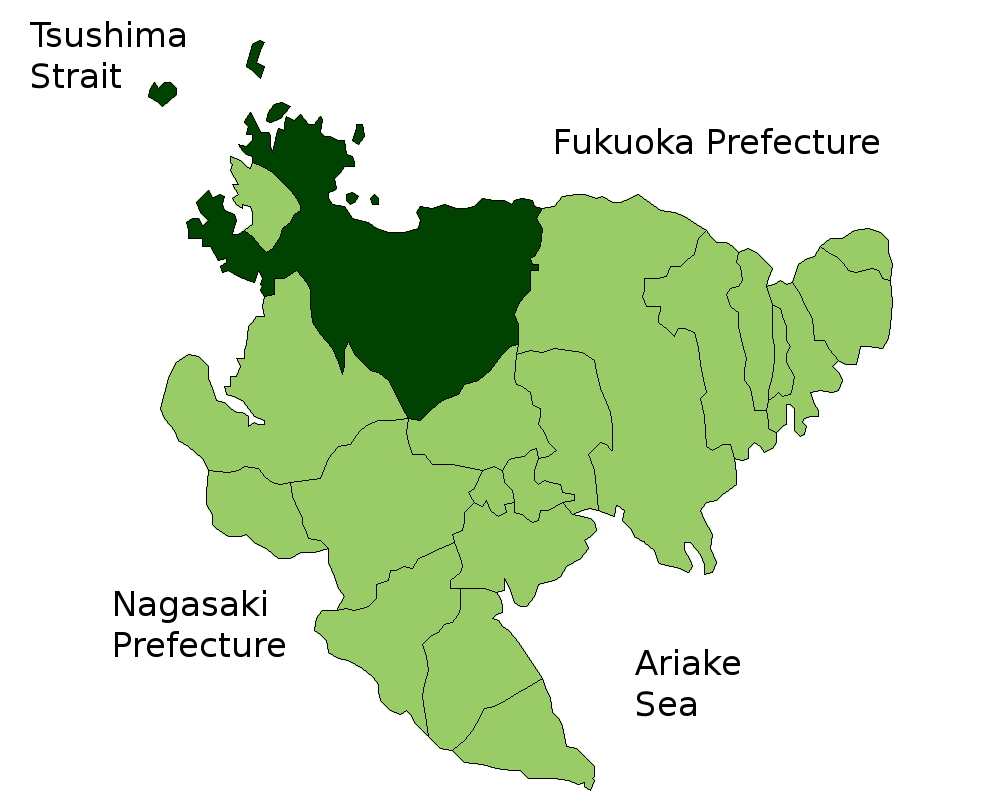

Karatsu (唐津市 Karatsu-shi?) este un municipiu din Japonia, prefectura Saga.